# Hold Me in Paradise
"Hold Me in Paradise" es el octavo episodio de la primera temporada de la serie de televisión de HBO, Boardwalk Empire. Estrenado el 7 de noviembre de 2010 en Estados Unidos, el episodio fue escrito por Meg Jackson y dirigido por Brian Kirk. Nucky asiste a la Convención Nacional Republicana en Chicago, mientras que Eli toma su lugar en Atlantic City.

## Argumento
Nucky visita Chicago para la Convención Nacional del Partido Republicano, donde se ve intrigado por la candidatura de Warren G. Harding por sobre otros candidatos de más renombre.
Eli se encarga de los asuntos de su hermano. Cuando va al casino, Eli llega justo en un robo a mano armada (por los hermanos D'Alessio) y es herido de un disparo.
Margaret se ve enredada en los asuntos de negocios de Nucky.
En Chicago, Nucky le pide a Jimmy que regrese a Atlantic City para reforzar su posición, recordándole que siendo un irlandés entre italianos, siempre será un segundón.
Van Alden lucha con el deseo de su esposa por un hijo. Ella lo presiona para hacer una cirugía que le permita quedar embarazada. Van Alden además le manda a Angela Darmody el dinero que Jimmy le había estado mandando, y que él había interceptado.
Rothstein se prepara para el escándalo de los Medias Negras por su participación en los arreglos de la Serie Mundial de 1919.

## Recibimiento

### Crítica
IGN le dio al episodio un 7,5 y lo describió como: "un episodio previo a algo grande, también tiene éxito fijando los vínculos políticos de Nucky y estableciendo otros nuevos, esta vez atándose a la campaña presidencial de Warren Harding. El cielo puede ser el límite del capital político de Nucky, pero todo lo que él quiere son sus carreteras hacia Atlantic City. Y las necesitará, la guerra amenaza con traer a los aliados y enemigos a la ciudad de Nucky".
The A.V. Club le dio un puntaje de B.

### Índice de audiencia
"Hold Me in Paradise" llegó a un índice de audiencia de 1,5 (adultos, 18-49). El episodio tuvo un total de 3,213 millones de telespectadores.